# Ostheim vor der Rhön
Ostheim vor der Rhön (amtlich: Ostheim v.d.Rhön) ist eine Stadt im unterfränkischen Landkreis Rhön-Grabfeld und der Sitz der Verwaltungsgemeinschaft Ostheim vor der Rhön.

## Gemeindegliederung
Die Gemeinde Ostheim vor der Rhön hat neun Gemeindeteile (in Klammern ist der Siedlungstyp angegeben):
- Johannismühle (Einöde) ⊙
- Kupfermühle (Einöde) ⊙
- Lichtenburg (Burg)
- Lohmühle (Einöde) ⊙
- Oberwaldbehrungen (Kirchdorf)
- Ostheim (Hauptort)
- Scheermühle (Einöde) ⊙
- Urspringen (Pfarrdorf) ⊙
- Walkmühle (Einöde) ⊙

Es gibt drei Gemarkungen, die den ehemaligen Gemeinden entsprechen:

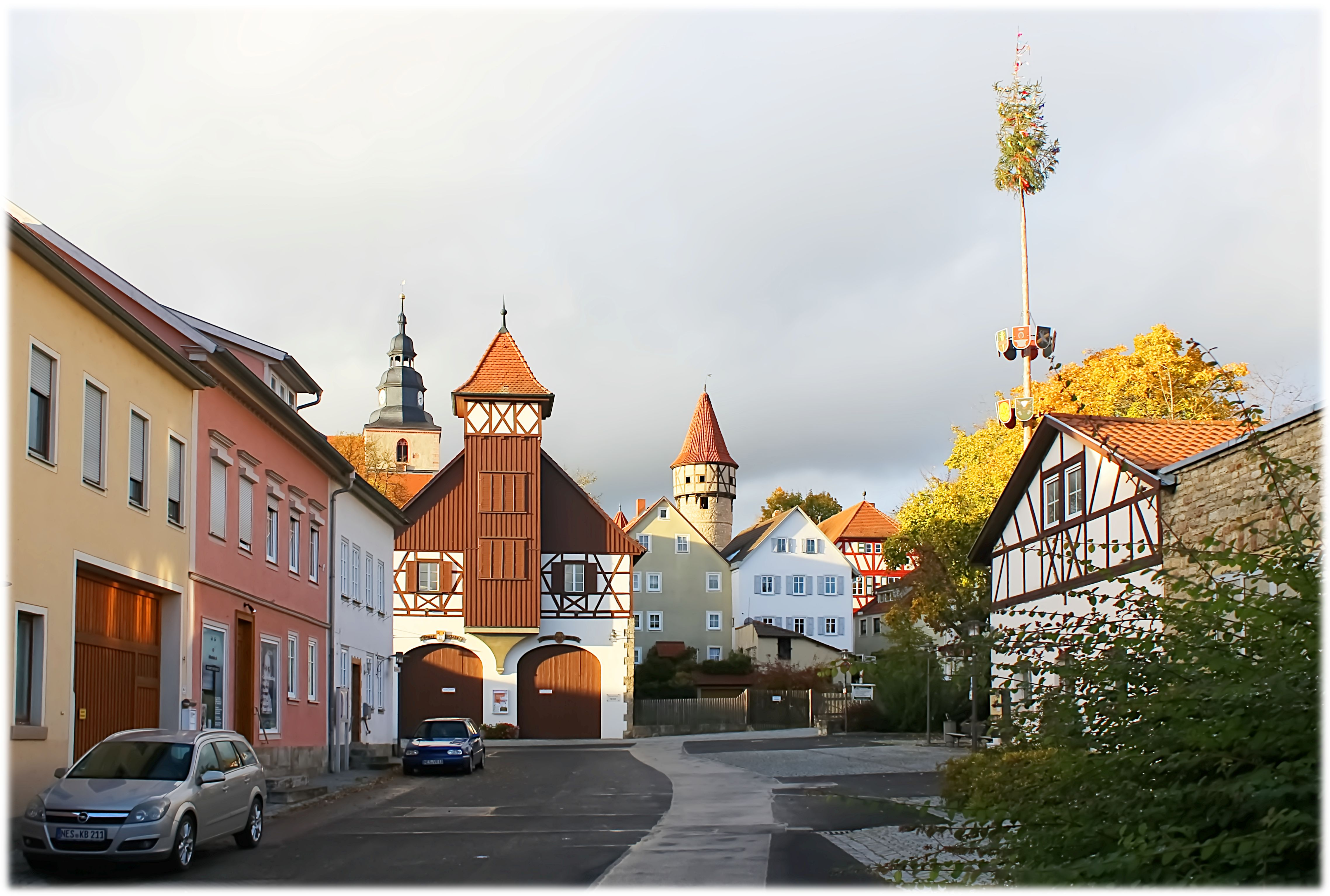
Historischer Ortskern von Ostheim

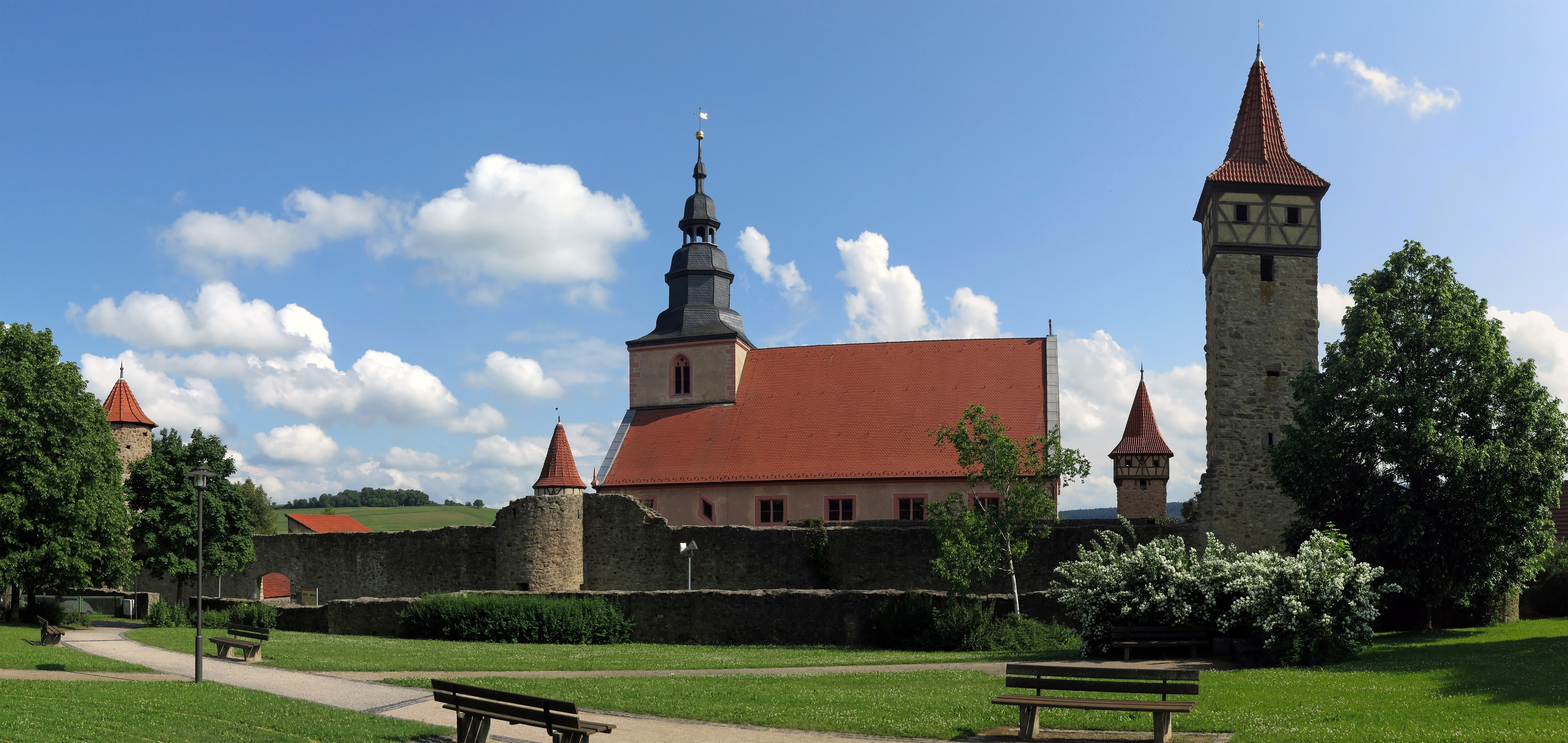
Kirchenburg Ostheim

- Oberwaldbehrungen
- Ostheim v.d.Rhön
- Urspringen

## Geschichte

### Mittelalter
Die fränkische Siedlung Ostheim vor der Rhön wurde vermutlich um 525 gegründet und 804 zum ersten Mal urkundlich erwähnt. Im Jahr 836 wurde das Königsgut Urspringen von dem Kaiser Ludwig dem Kloster Fulda übertragen. Die Schenken von Großvargula besaßen um 1214 in Ostheim Eigengüter und Lehen der Abtei Fulda und der Landgrafen von Thüringen. Das Amt Lichtenberg, zu dem Ostheim und Urspringen gehörten, war ehemals ein Amt der Grafschaft Henneberg-Römhild.

### Neuzeit
Die Reformation wurde in Ostheim in den Jahren 1553–1555 eingeführt. Das Amt Lichtenberg mit Ostheim wurde 1555 von den Grafen von Henneberg-Römhild an die ernestinischen Sachsen verkauft. Die Herzöge Johann Casimir und Johann Ernst von Sachsen-Coburg verleihen Ostheim 1586 das Marktrecht und Wappen. 1596 folgt die Verleihung des Stadtrechts.
Bis zur Zerstörung der Weingärten im Dreißigjährigen Krieg war Ostheim für seinen guten Wein berühmt. Bekannt war der Spruch:

„Zu Würzburg an dem Stein,
Zu Klingenberg am Main
Und zu Ostheim im Weingartental
Da wächst der beste Wein überall.“

1660 teilten verschiedene Linien der Wettiner die Grafschaft Henneberg unter sich auf. Später war Ostheim daher Teil des Großherzogtums Sachsen-Weimar-Eisenach und nach Ende der Monarchie kam 1920 die Exklave Ostheim zum neu gegründeten Land Thüringen und war Bestandteil des Landkreises Meiningen. 1925 wohnten hier 2122 Einwohner.

### Ostheim in Bayern
1945 wurde die Exklave Ostheim mit den Gemeinden Ostheim vor der Rhön, Sondheim vor der Rhön, Stetten und Urspringen als Teil der amerikanischen Besatzungszone dem bayerischen Landkreis Mellrichstadt zugeordnet und stand als thüringische Enklave unter bayerischer Verwaltung.
Seit der Gebietsreform von 1972 gehört Ostheim zum Landkreis Rhön-Grabfeld. Die landesrechtliche Zugehörigkeit zum Freistaat Bayern ist nie offiziell geklärt worden.
Die evangelische Kirchengemeinde gehörte noch bis 1972 zur Landeskirche Thüringens, die katholische Kuratie Ostheim vor der Rhön gehört weiterhin – wie früher größere Gebiete Thüringens – zum Bistum Fulda, wird jedoch seit 1945 von der Diözese Würzburg seelsorgerisch betreut.

### Eingemeindungen

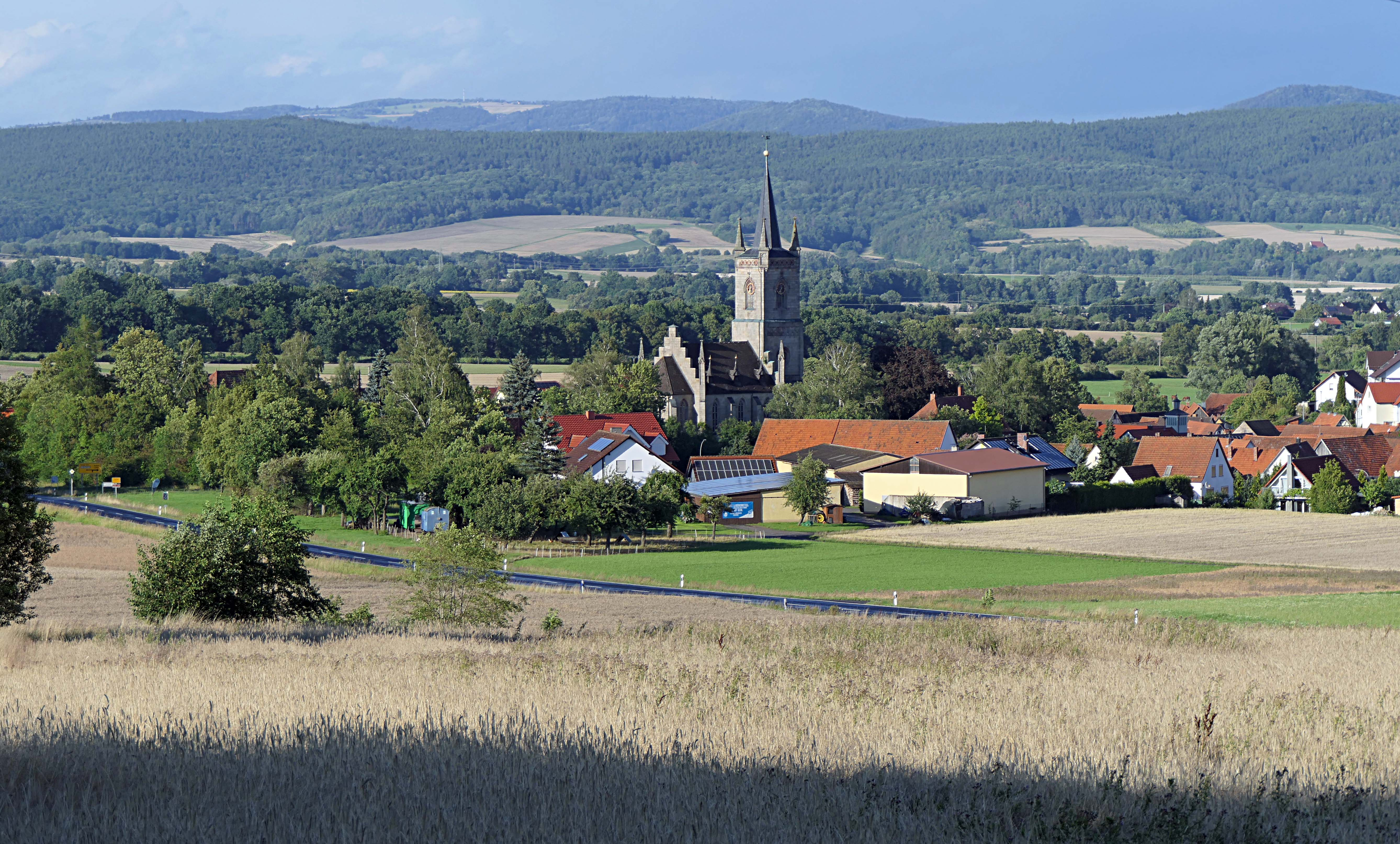
Urspringen von Südwesten

Im Rahmen der Gebietsreform in Bayern wurden am 1. Januar 1972 die Gemeinden Oberwaldbehrungen und Urspringen eingegliedert.

### Einwohnerentwicklung
Im Zeitraum 1988 bis 2018 sank die Einwohnerzahl von 3569 auf 3319 um 250 Einwohner bzw. um 7 %. 1992 hatte die Stadt 3881 Einwohner.
Quelle: BayLfStat

## Politik

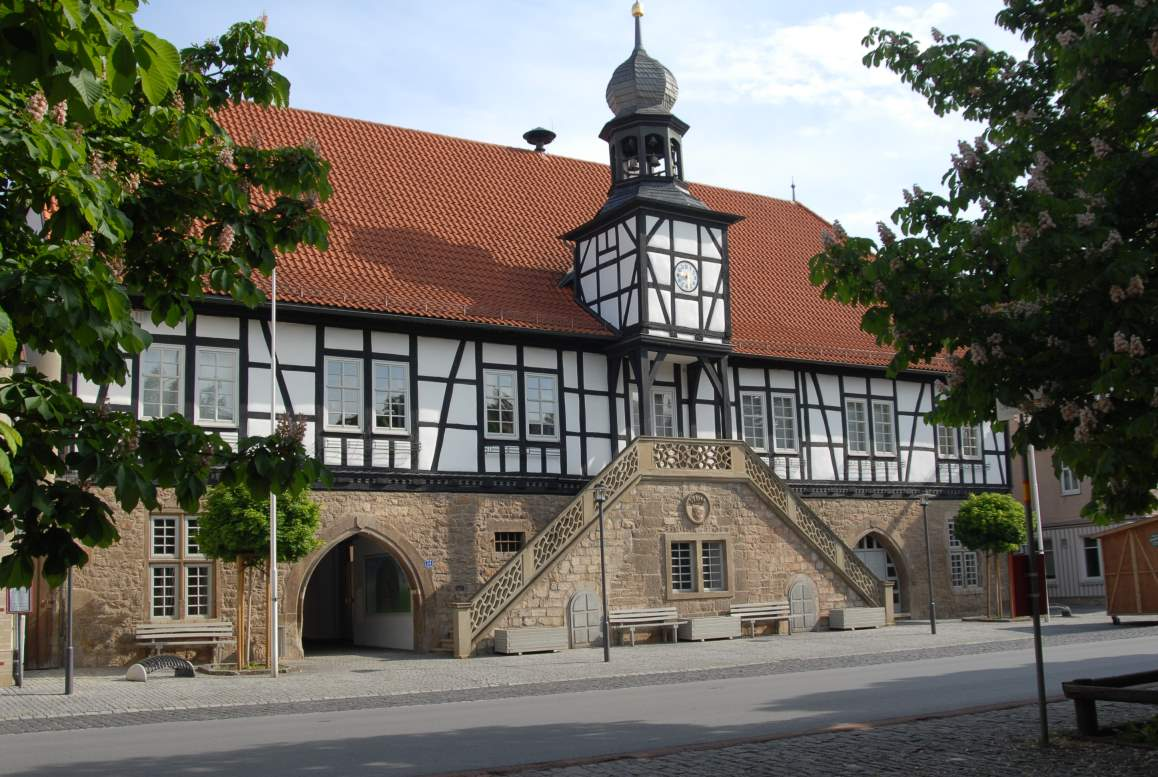
Rathaus von Ostheim

### Bürgermeister
Bürgermeister ist seit 2020 Steffen Malzer (CSU), der bei der Kommunalwahl am 15. März 2020 mit 91,32 % der abgegebenen Stimmen im Amt bestätigt wurde.

### Gemeinderat
Der Gemeinderat von Ostheim besteht aus 16 Mitgliedern und dem Bürgermeister. Seit der Kommunalwahl am 15. März 2020 halten die Freie Wählergemeinschaft Ostheim 5 Sitze, die CSU 7 Sitze und 4 Sitze entfallen auf die SPD.

### Wappen
| Wappen von Ostheim vor der Rhön | Blasonierung: „In Gold zwischen zwei roten Zinnentürmen mit roten Spitzdächern eine rote Zinnenmauer mit offenem Tor, auf dem ein rot bewehrter schwarzer Löwe mit grünem Rautenkranz in den Pranken steht.“ |
| Wappen von Ostheim vor der Rhön | |

### Städtepartnerschaften
Eine Städtepartnerschaft unterhält Ostheim mit Wasungen in Thüringen.

## Kultur und Sehenswürdigkeiten

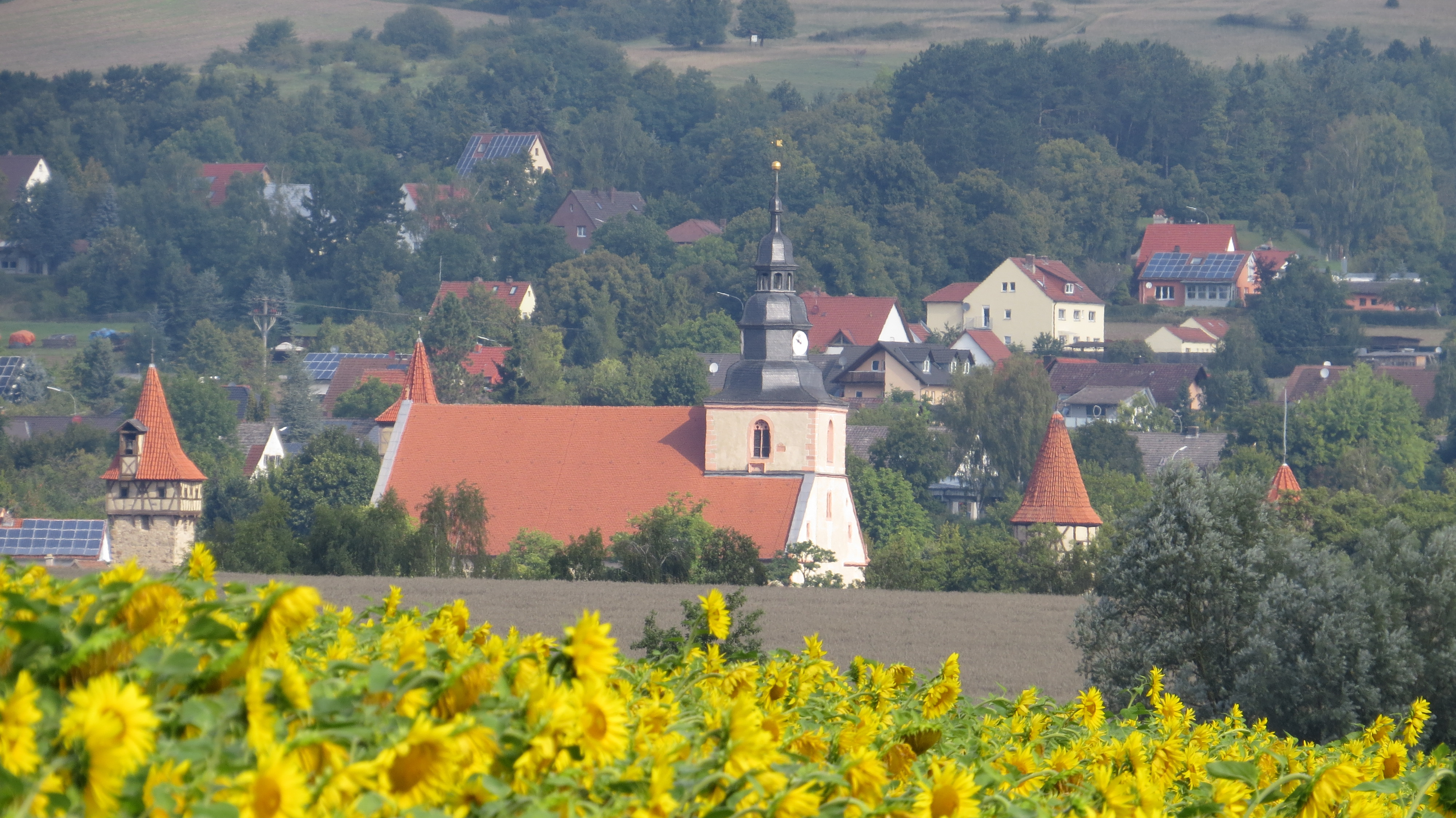
Ostheim vor der Rhön von Süden

### Bau- und Bodendenkmäler
- Die Kirchenburg Ostheim ist eine der größten und besterhaltenen Kirchenburgen in Deutschland
- Lichtenburg mit bewirtschaftetem Rittersaal und Gaststube
- Historisches Rathaus[10]
- Historische Altstadt mit Schlössern und Fachwerkhäusern[11]
- Hügelgräber der Hallstattzeit[12]
- Ostheimer Warte (Turm)
- Jüdischer Friedhof im Gemeindeteil Oberwaldbehrungen
- Terrassen und Siedlungsreste der Wüstung Lahr unterhalb des Lahrberges und östlich des Gangolfsbergs als Bodendenkmal

### Museen
- Kirchenburgmuseum im „Steinernen Gaden“ der Kirchenburg Ostheim[13]
- Orgelbaumuseum im Schloss Hanstein (auf Wunsch und Voranmeldung mit musikalischer/technischer Führung)[14]

### Sternenpark Rhön
Um Ostheim vor der Rhön befinden sich Himmelsbeobachtungsplätze im Sternenpark Rhön, mit Aussichtspunkten nach oben mit Infotafeln und Hilfsmaterial. Um den 12. August, dem Höhepunkt des Perseidenstroms mit seinen Sternschnuppen, werden in dem Sternenpark auch Nachtveranstaltungen angeboten.

### Lokale Spezialitäten

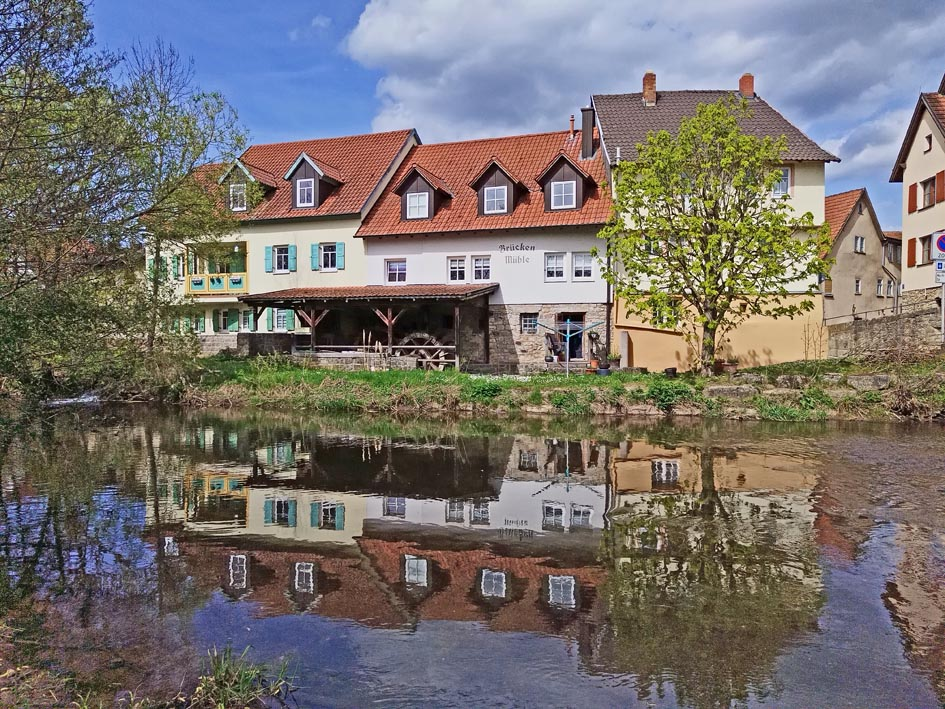
Die Brückenmühle

Eine lokale Spezialität ist der Ostheimer Leberkäs, der trotz seines Namens kein Leberkäse ist, wie er in Süddeutschland üblich ist. Er wird nach Art einer Terrine aus 90 Prozent Schweinefleisch, darunter Schweinebacken, und zehn Prozent Schweineleber hergestellt. Das Fleisch wird unmittelbar nach dem Schlachten noch warm verarbeitet, was den Geschmack verbessert. Den mittelgroben, mit Muskat gewürzten Fleischteig umhüllt ein Schweinenetz, das beim Backen eine feine Kruste erzeugt. Der Ostheimer Leberkäs ist im Oktober 2004 von Slow Food in die Arche des Geschmacks aufgenommen worden. Dies brachte ihm eine überregionale Bekanntheit ein.
Seit 2002 findet in Ostheim alle zwei Jahre am zweiten Oktoberwochenende der Rhöner Wurstmarkt statt.
Das bekannte alkoholfreie Erfrischungsgetränk Bionade wurde in Ostheim entwickelt und wird hier hergestellt.

## Wirtschaft

### Verkehr
Ostheim liegt an der Bundesstraße 285, die Autobahn A 71 ist rund zehn Kilometer entfernt und über die Anschlussstelle Mellrichstadt zu erreichen.
Im öffentlichen Nahverkehr wird Ostheim durch Buslinien des Omnibusverkehrs Franken/DB Frankenbus bedient, die den Haltepunkt Mellrichstadt Bahnhof der Deutschen Bahn AG anfahren, wo Anschluss an Züge in Richtung Würzburg und Erfurt besteht. Die Fahrzeit zum Mellrichstädter Bahnhof beträgt etwa zehn Minuten.
Der Bahnhof von Ostheim an der Streutalbahn wird nur saisonal vom Rhön-Zügle im Museumsverkehr bedient; der regelmäßige Personenverkehr endete im Sommer 1976.
Etwa 2 km südöstlich des Zentrums von Ostheim liegt das Segelfluggelände Büchig.

### Ansässige Unternehmen
- Bionade GmbH – Hersteller eines biologischen Erfrischungsgetränkes
- Hey Orgelbau – Hersteller von Pfeifenorgeln
- Orgelbaufirma Hoffmann und Schindler – Hersteller von Orgeln
- Verlag Peter Engstler – Alternativliteratur, Gedichte, Zeitschriften

### Medien

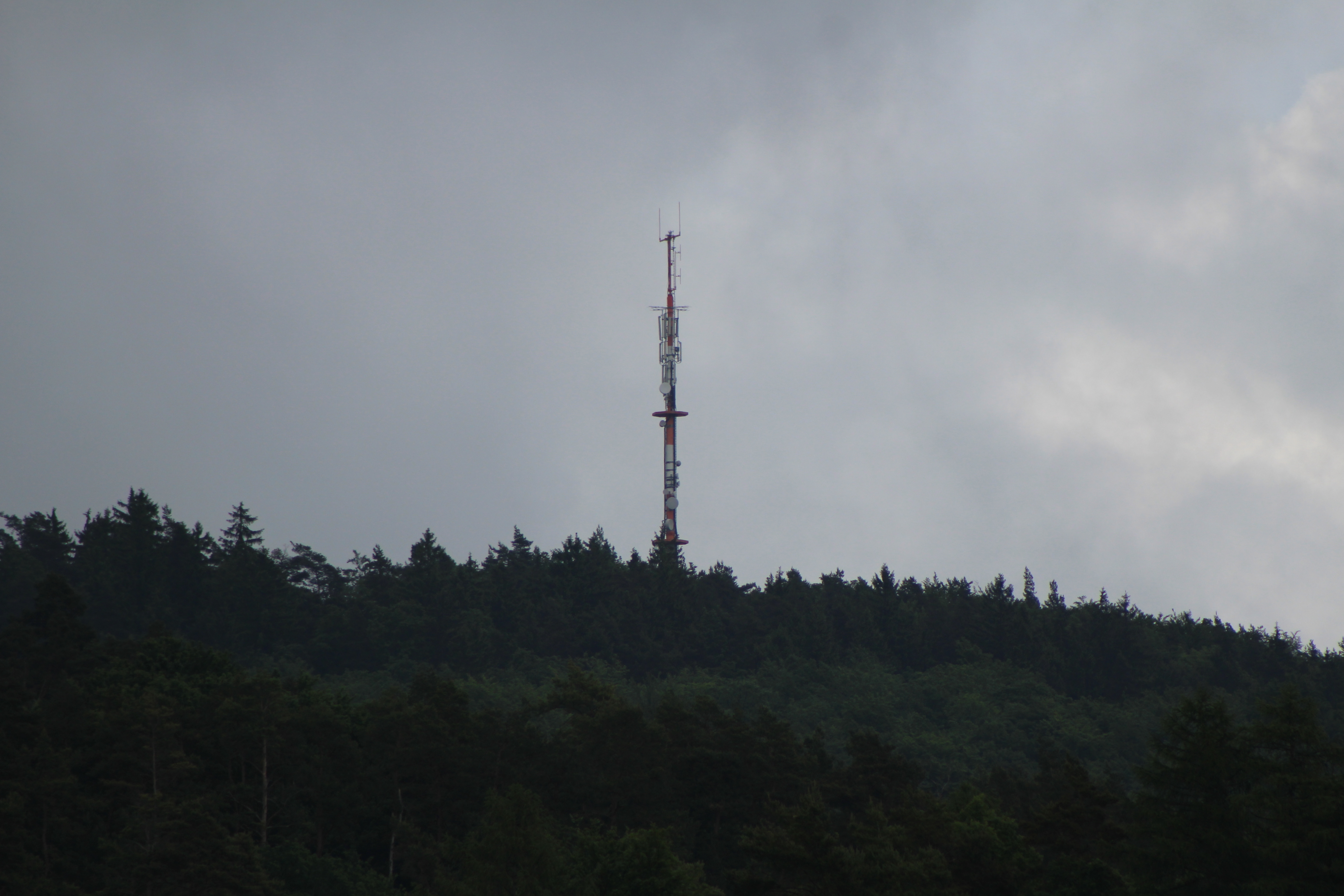
Sendeturm auf dem Heidelberg

In Ostheim erscheint seit dem 23. März 1907 die Ostheimer Zeitung, die kleinste Lokalzeitung Deutschlands mit etwa 800 Exemplaren, deren Existenz u. a. mit der Tatsache zusammenhängt, dass Ostheim als ehemalige thüringische Enklave mit anderer Konfession als die Umgebung ein eigenes Medium haben wollte. Sie wird vom ortsansässigen Verlag Gunzenheimer herausgegeben und gedruckt. In dem 1976 erschienenen Spielfilm Im Lauf der Zeit von Wim Wenders findet eine Schlüsselszene in der Druckerei der Ostheimer Zeitung statt, in der einer der Hauptdarsteller, Robert, gespielt von Hanns Zischler, sich zunächst bitter mit seinem Vater, dem Herausgeber, auseinandersetzt, sich dann aber mit ihm versöhnt.
Südlich von Ostheim, auf dem Heidelberg, befindet sich seit 1993 ein 63 Meter hoher Sendeturm aus Stahlbeton zur Verbreitung des Programms von Radio Primaton auf 101,5 MHz mit 1 kW ERP.

## Persönlichkeiten

### Ehrenbürger
- Paul von Hindenburg (1847–1934), Generalfeldmarschall[23]

### Töchter und Söhne des Ortes
- Hartmann Schenk (* 7. April 1634 in Ruhla bei Eisenach), besuchte die Gymnasien zu Eisenach und Coburg, ging 1656 an die Universität Helmstedt, 1657 nach Jena, wurde 1662 Pfarrer in Bibra, 1669 Diaconus in Ostheim vor der Rhön und Pfarrer in Völkershausen, wo er am 2. Mai 1681 starb. Seine Güldene Betkunst von 1677 enthält einige Kirchenlieder von ihm, darunter das weit verbreitete Ausgangslied:„Nun Gottlob es ist vollbracht, Singen, Beten, Lehren, Hören, dessen letzte Strophe das vielgesungene Unsern Ausgang segne Gott, unsern Eingang gleichermaßen bildet. Kurz vor seinem Tode dichtete er das Sterbelied Vater, es geht nun zu Ende, meine Jahre nehmen ab.“
- Johann Christoph Hart (1641–1719), Orgelbauer, in Ostheim geboren
- Laurentius Hartmann Schenk (* 19. Juni 1670 in Ostheim), Sohn von Hartmann Schenk, seit 1692 Nachfolger seines Vaters, gestorben als Oberpfarrer in Rodach am 1. September 1730, hat in seinem Communionbuch 1718 und in dem von ihm 1722 herausgegebenen Römhilder Gesangbuch 23 eigene Lieder veröffentlicht, darunter Jesu, Jesu, Deine Liebe, O Jesu treuer Seelenhirt und Süßer Jesu, meine Sonne.
- Ernst Salomon Cyprian (1673–1745), lutherischer Theologe und Bibliothekar
- Melchior Christian Käpler (1712–1793), Forstmann und Wildmeister in Ostheim
- Johann Wendelin Glaser (1713–1783), Komponist und Kantor in Wertheim
- Friedrich Christian Gottlieb Scheidemantel (1735–1796), Landarzt, Brunnenarzt und früher Ärztlicher Psychologe
- Wilhelm Heinrich Käpler (1740–1805), Forstmeister in Ostheim
- Johann Kaspar Gensler (1767–1821), Rechtswissenschaftler, in Ostheim geboren

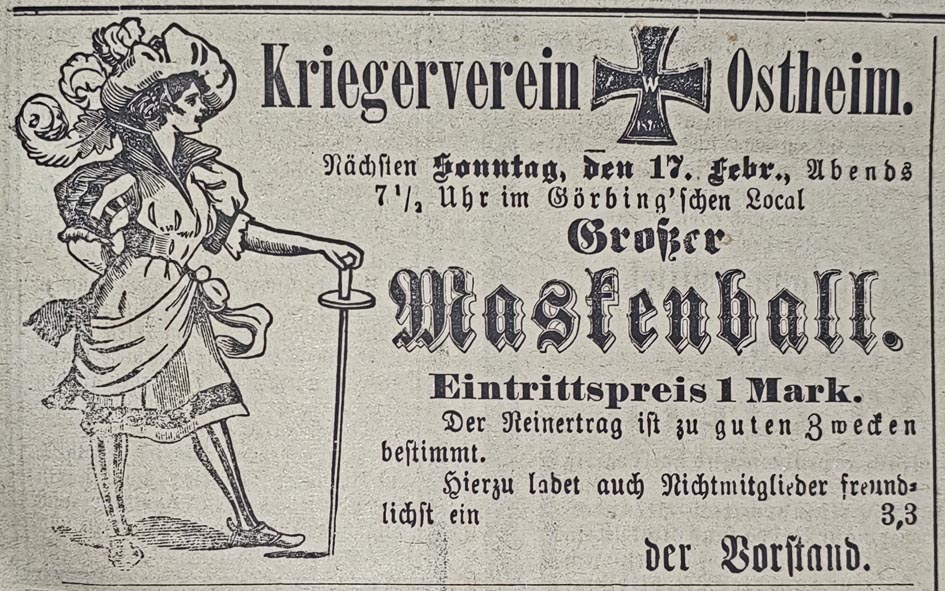
Fasching 1895

- Christian Schreiber (1781–1857), Philosoph, Pädagoge, Lyriker; in Ostheim gestorben
- Wilhelm August Friedrich Genßler (1793–1858), Generalsuperintendent in Coburg
- Christian Glock (1801–1881), Theologe, Mediziner, Musiker, später Bürgermeister von Ostheim; Freund des Komponisten Robert Schumann
- Karl Friedrich Hausmann (1829–1899), Turnpädagoge und -historiker
- Hermann Keßler (1866–1951), Oberbürgermeister der Städte Meiningen und Sonneberg
- Hermann Fischer (1894–1968), Generalleutnant im Zweiten Weltkrieg
- Friedrich Högner (1897–1981), geboren in Oberwaldbehrungen, Organist, Landeskirchenmusikdirektor
- Adolf Dietzel (1902–1993), geboren in Pforzheim, Professor für Chemie und Direktor des Max-Planck-Instituts für Silikatforschung in Würzburg, lebte in Ostheim
- Dieter Leipold (1937–2014), Mitinhaber der Peter-Bräu und Erfinder der Bionade
- Horst Hoffmann (* 1944), Orgelbaumeister
- Eberhard Helm (* 1952), Arzt, Leichtathlet, Deutscher Meister, Bayerischer Meister, 5. bei Europameisterschaften
- Peter Kowalsky (* 1968), Unternehmer

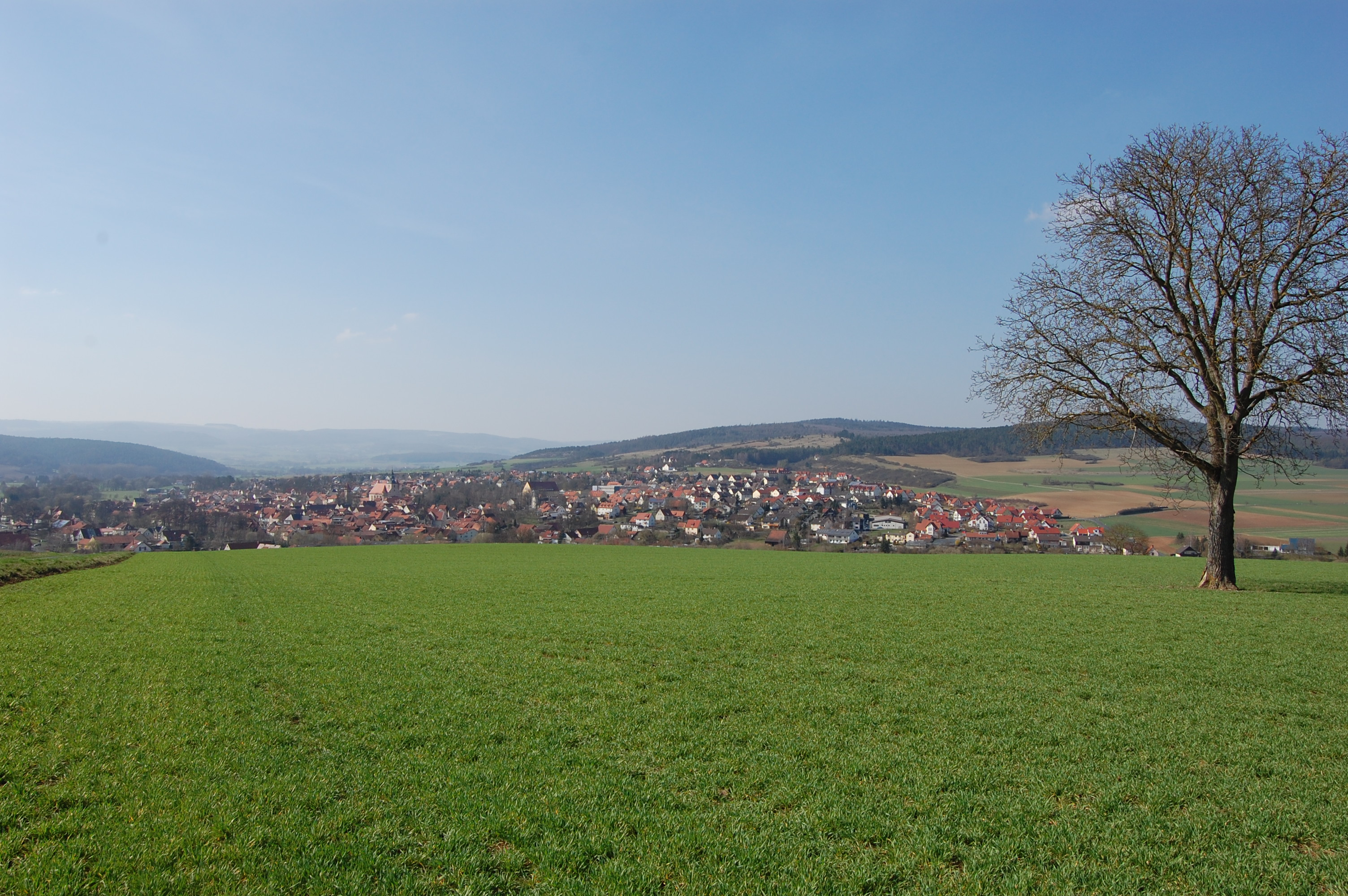
Gesamtansicht (2011)
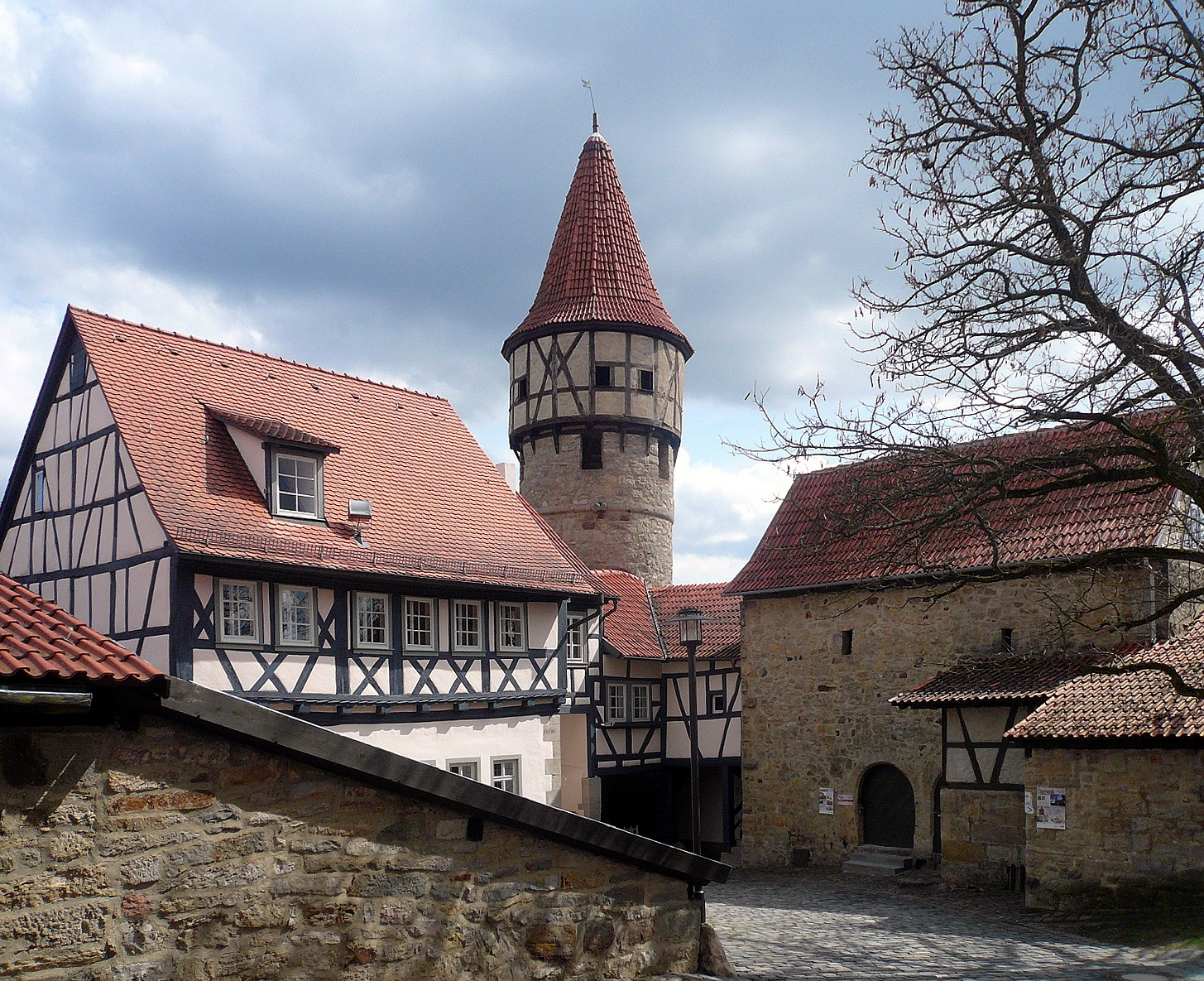
Eingangsbereich Kirchenburg
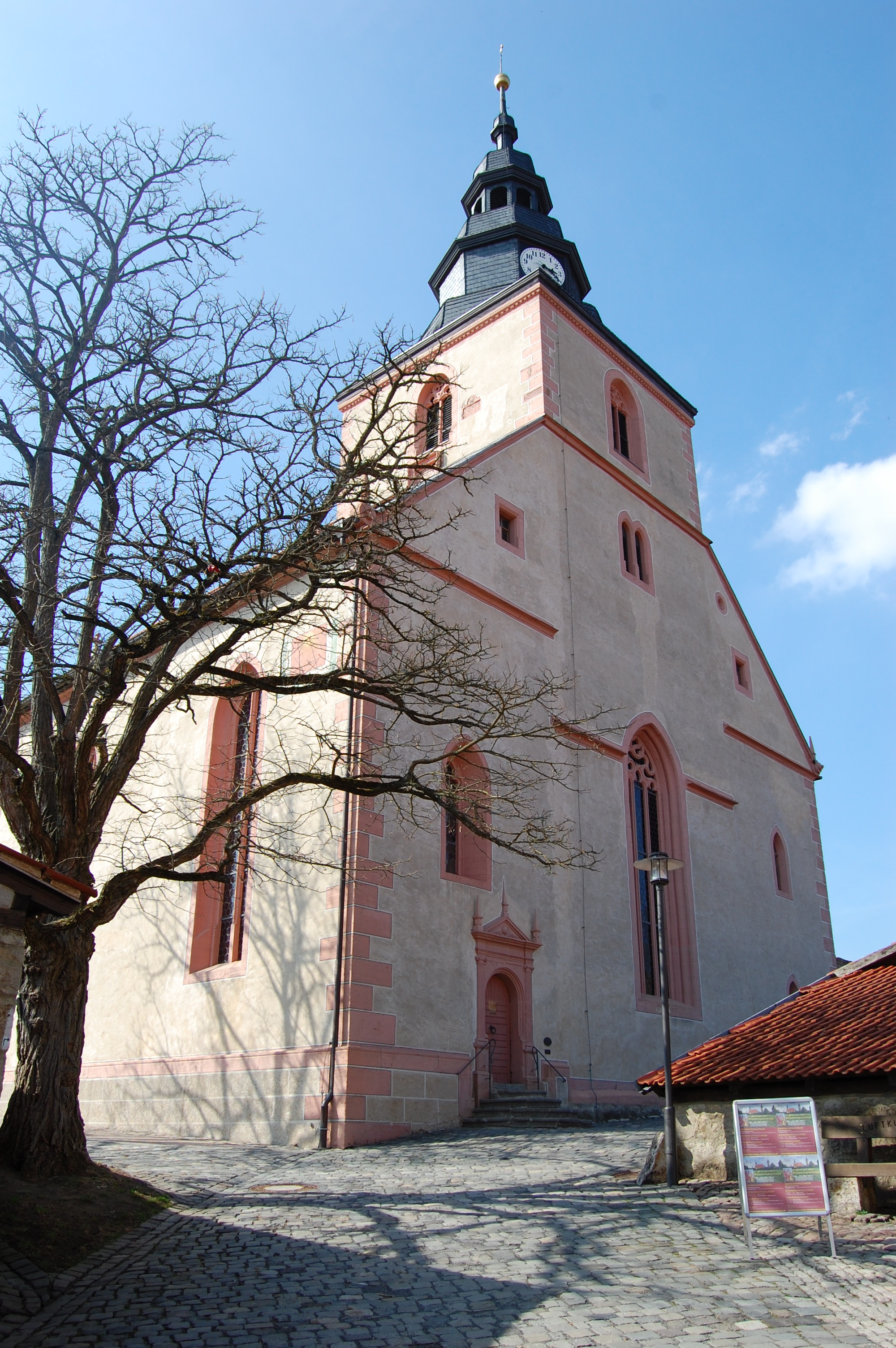
Kirchenburg (2011)
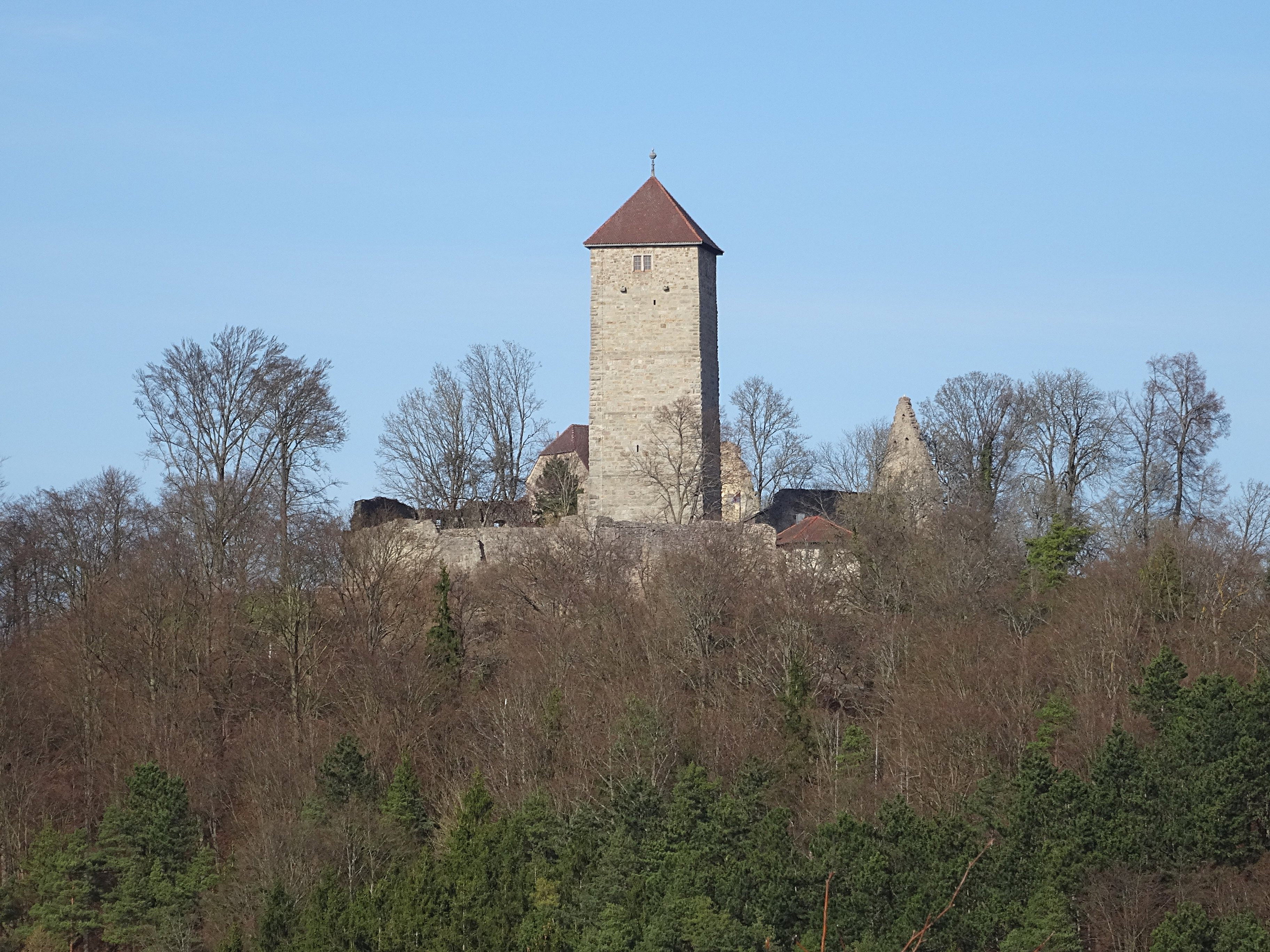
Ruine der Lichtenburg
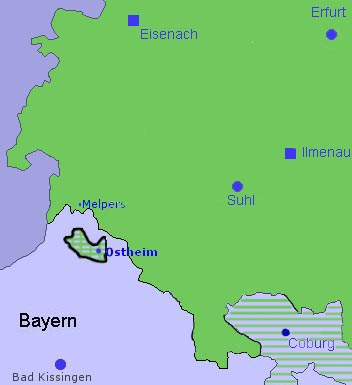
Karte der Enklave Ostheim

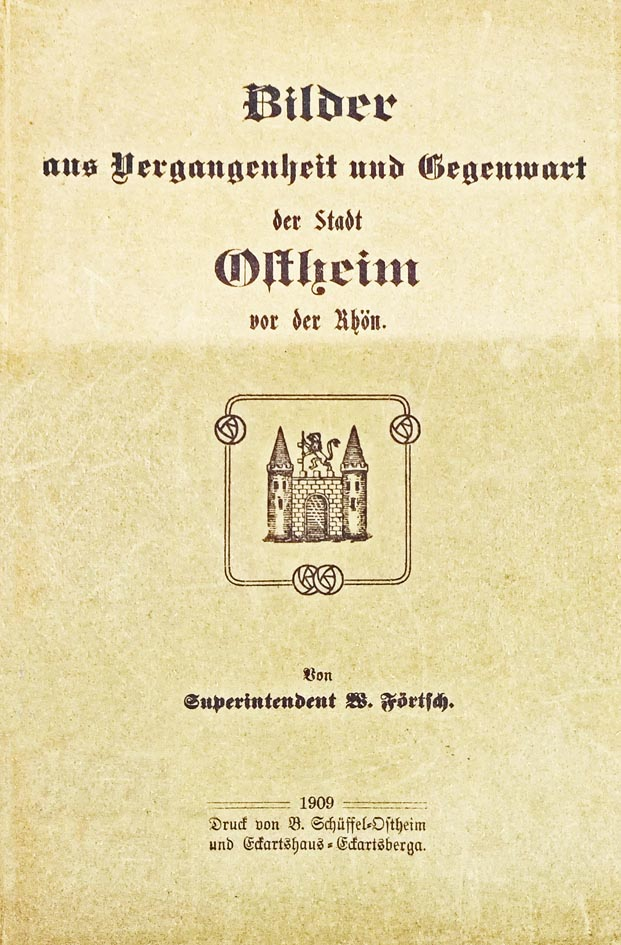
Bilder aus Ostheims Vergangenheit (…), Walther Förtsch 1909.